# Leo Aberer
Leo Aberer (* 27. März 1978 in Wien), auch LEO oder Leeone, ist ein österreichischer Sänger und Songwriter. Bekannt wurde er durch die Teilnahme beim Ö3 Soundcheck 2005, die ORF-Show Das Match sowie die Österreichische Vorentscheidung zum Eurovision Song Contest 2011 mit Patricia Kaiser.

## Ausbildung
Leo Aberer erhielt seit seinem siebten Lebensjahr am Wiener Konservatorium Unterricht auf der Violine. Mit 14 Jahren wurde er – damals noch als Sopran – an der Wiener Volksoper engagiert und sang zusammen mit Plácido Domingo in der Oper Gianni Scicchi von Puccini. Gitarre und Keyboard erlernte er später autodidaktisch. Es folgte das Studium des Jazzgesangs an der Grazer Karl-Franzens-Universität. Nebenbei studierte er Betriebswirtschaftslehre und Psychologie, was er 2004 mit dem Magister-Titel abschloss.

## Biografie
2003 nahm er sein erstes Studioalbum und seine Debütsingle Sterne auf, die Platz 69 (Album) und 21 in den österreichischen Charts erreichten. Bei der Teilnahme am Ö3 Soundcheck im Jahr 2005 erreichte er den zweiten Platz und erhielt einen neuen Plattenvertrag bei Universal Music. Mit seiner Band tourte er 2006 durch Österreich. Im selben Jahr war er mit seiner Single Won’t You Know 20 Wochen in den Charts und erreichte Platz 21. Weitere Veröffentlichungen wie Walking and Talking folgten. Hierauf folgte 2007 die Nominierung zum Amadeus Austrian Music Award.
Im Rahmen der Ö3-Initiative „Die Neuen Österreicher“ nahm Leo Aberer, gemeinsam mit anderen Musikerinnen und Musikern aus Österreich, im November 2007 die Single Kinder auf, deren Erlös der Spendenaktion „Licht ins Dunkel“ zugutekam. Der Song stieg per 9. Dezember 2007 direkt auf Platz 1 in die Ö3-Hörercharts ein. In den Ö3 Austria Top 40 Single-Charts erreichte er Platz 3.
Neben internationalen eigenen Konzerten trat er seit etwa 2002 im Vorprogramm u. a. von Rod Stewart, Earth, Wind & Fire, Sascha, Simple Minds oder Right Said Fred auf.
Der Gründung seines eigenen Plattenlabels und Verlagshauses Black Baracuda folgte 2013 seine eigene Filmfirma Leoversum.
Am 26. März 2008 erreichte das Video zum Song Sweet Honey Platz 14 der internationalen YouTube-Charts. Der Titel wurde 2010 zusammen mit Laith al Deen interpretiert. Nachdem er 2009 den Longplayer Sackgasse veröffentlicht hatte, ging er nach Los Angeles, um unter anderem mit dem Rapper LL Cool J sein neues Album aufzunehmen.
2010 erschien das Album Wann geda?, das den ersten Charteinstieg seit Jahren für Aberer bedeutete. Ebenfalls im Jahre 2010 war der Titel I Wanna Be Free über 14 Wochen in den italienischen Charts und bei Festivals wie in Lecce bzw. „Top of the Pops“ des italienischen Fernsehsenders RAI Duo vertreten. Im Herbst desselben Jahres erreichte er beim Publikumsvoting für die Österreichische Vorentscheidung zum Eurovision Song Contest 2011, gemeinsam mit Patricia Kaiser und dem Lied There Will Never Be Another You den 1. Platz.
Im Mai 2012 veröffentlichte er den Song und das Video zur EM 2012 Football Is My Life gemeinsam mit Shaggy. Das dazugehörige Video wurde in New York und in Budapest gedreht. Die Single Giovanna erreichte in den österreichischen Charts den 5. Platz; das dazugehörige Video konnte innerhalb von zwei Jahren 1,7 Millionen Views verzeichnen.
So Low erreichte Platz 23 der Charts; das dazugehörige Video war in Afrika gedreht worden.
Im Mai 2014 erhielt Leo Aberer den Erzherzog-Johann-Award des Landes Steiermark, der im Rahmen der Wohltätigkeitsveranstaltung „Band für Steiermark“ übergeben wurde.
Zu einer zweiten Zusammenarbeit mit Shaggy kam es anlässlich der WM 2014 mit dem Titel Football Minha Vida. Die Single Kangaroo im Sommer 2014 erreichte die höchste Chartposition mit Platz 9 der Verkaufscharts und hielt sich 10 Wochen; in den iTunes-Charts landete sie auf Platz 1. Im November 2014 begann die Zusammenarbeit mit Marco Angelini; die erste gemeinsame Single Goodbye führte wochenlang die iTunes-Charts an, stieg auf Platz 23 der offiziellen österreichischen Charts ein und erreichte Platz 9.
Everything Is Possible ist ebenfalls zu finden auf der Bravo Hits 90.
Die Single Kangaroo Summer Edit feat. Martin Van Lectro erschien 2015 und ist Teil der Club Sounds Vol. 75.
Im Juli 2018 stieg Aberer mit der Single Sorry in die spanischen Physical/Digital Single Top 50 ein und erreichte dort Platz 15.
2018/2019 tourte Leo Aberer durch Afrika. Er trat bei den größten Shows wie CNN, Ten over 10, Citizen, Kenya Broadcasting Corporation, K24, Arena 254, Trend, Ktn, Mseto auf und wurde dort als „PAPA LEO“ bekannt. Nebenbei hilft er Kindern in einer Schule in Ukunda.
Am 12. Juni 2022 waren Leo Aberer & Band einer der Acts beim Nova Rock Festival auf der Red Bull Music Stage.
Der im Mai 2023 veröffentlichte Song Oh Lord ist der 23. Musiktitel von Leo Aberer, der es in die Playlist bei Ö3 schaffte.

## Musikstil
Aberers Musik ist hauptsächlich dem Pop zuzuordnen, jedoch wird sie auch durch Blues-, Swing-, Reggae- und Hip-Hop-Elemente beeinflusst. Ein Beispiel dafür ist seine Singleveröffentlichung Walking and Talking, welche an Ray Charles’ Hit the Road Jack angelehnt ist.

## Auszeichnungen
- Nominierung zum Amadeus Austrian Music Award 2007
- 2. Platz beim Deutschen Rock und Pop-Preis 2009 in der Kategorie „Bester Sänger“
- Cool Award 2013
- Erzherzog-Johann-Award 2014
- Top-of-the-Mountains Party-Music-Award 2024 in der Kategorie „Best Musiker“[10]

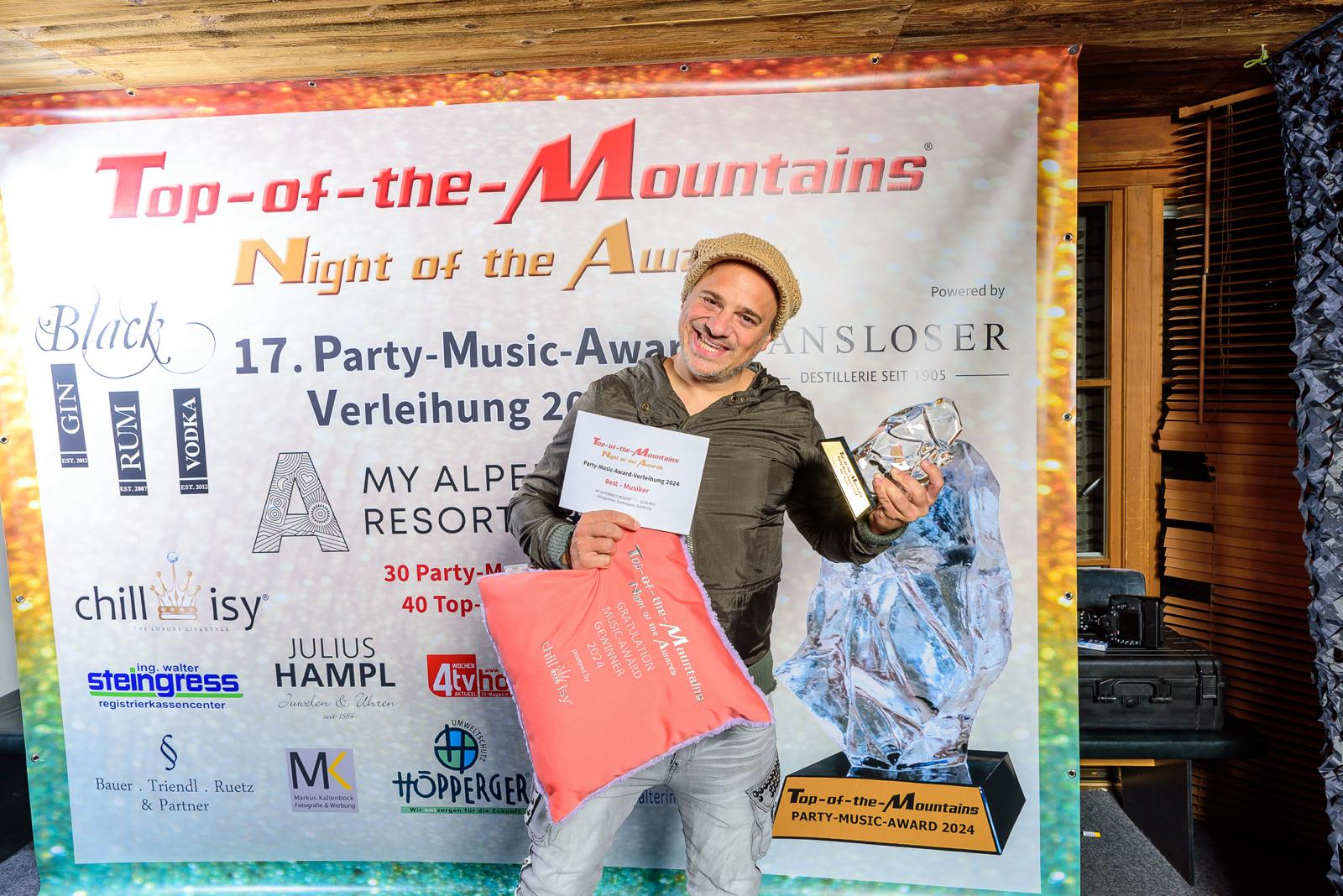
Leo Aberer – Top of the Mountains Award 2024 / © Leo Aberer

## Diskografie

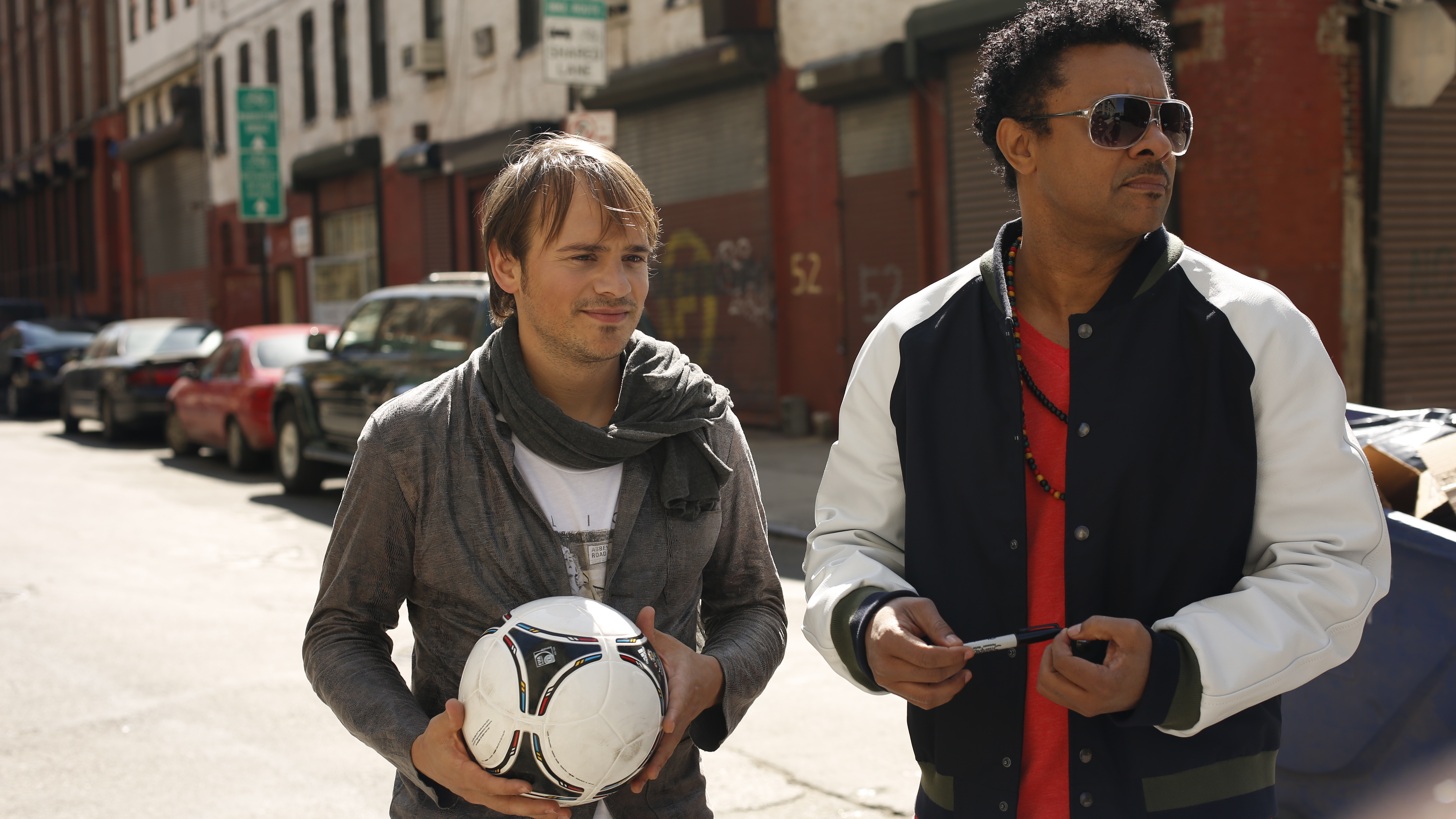
Aberer mit Shaggy

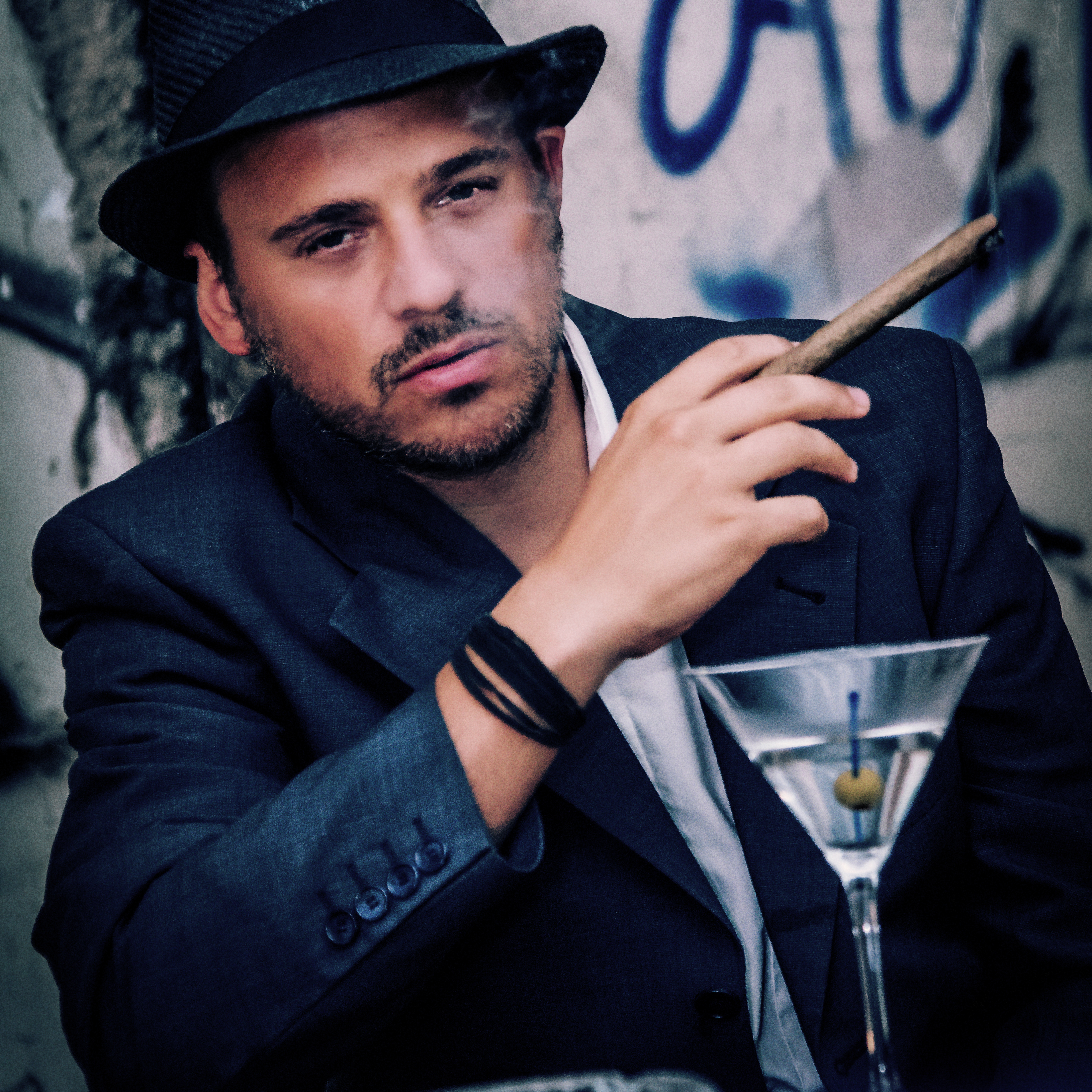
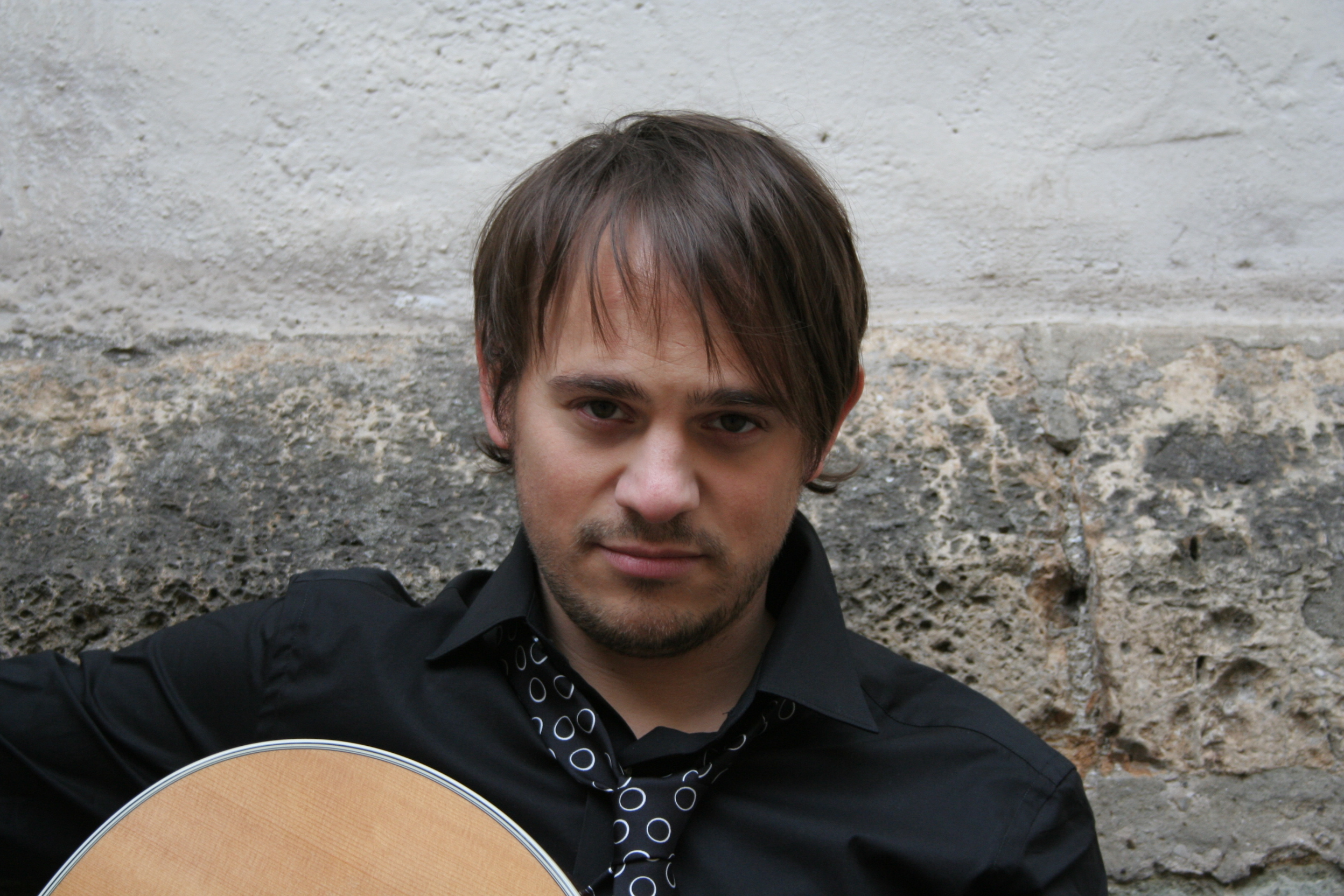

### Alben
- 2000: Walking and Talking als Leo
- 2003: Sterne als Leo
- 2006: Sterne als Leo
- 2007: Spielball
- 2009: Sackgasse
- 2010: Wann geda?
- 2013: Ego State
- 2022: Playground – Best of Reggae von Leo Aberer
- 2024: Einzigartig

### Singles
- 1999: Back in Time als Leoone
- 2003: Sterne als Leo
- 2006: Won’t You Know
- 2006: Baby ist das Liebe auf Bravo Hits 55 vertreten
- 2006: Walking and Talking
- 2007: Dancing
- 2007: Rollin als Inez & Leo Aberer
- 2008: Sweet Honey; 2010: feat. Laith Al-Deen & Johnny Palmer
- 2009: What About the Rain
- 2009: Wanna Be Happy
- 2009: Sturm und Drang
- 2009: Swing Low; feat. Lia Weller, the Fairy and 3 Angels
- 2010: Football Is My Life; 2010: feat. Herbert Prohaska
- 2010: Run
- 2010: Wann geda? auf Ö3 Greatest Hits Compilation 53 vertreten – Platz 1 der iTunes Reggae Charts
- 2010: The Snow Is Back Again
- 2010: Heisse Maroni
- 2010: I hob die liab
- 2010: I Wanna Be Free
- 2011: There Will Never Be Another You; 2011: Duett mit Patricia Kaiser
- 2011: Deine Blinkerl
- 2012: Fade Away
- 2012: Football Is My Life als Leo Aberer & Shaggy
- 2012: Dark Clouds Falling als Leo Aberer & Friends
- 2012: Never Ever als Leo Aberer feat. Simone Kopmajer
- 2013: Auf die Schi
- 2013: Schi fahren Is My Life
- 2013: So Low
- 2013: Es tut so weh
- 2013: Giovanna
- 2013: Money
- 2014: Tanz
- 2014: Football Minha Vida als Leo Aberer & Shaggy
- 2014: Oesterreicher
- 2014: Kangaroo
- 2014: Goodbye als Marco Angelini & Leo Aberer
- 2014: Omis Apfelstrudel
- 2015: Never Meant to Hurt You
- 2015: So Slow
- 2015: Everything Is Possible
- 2015: Please Don’t Go
- 2016: One More Night
- 2016: I EM Austria als Leo Aberer feat. Frenkie Schinkels
- 2016: Loco als Leo Aberer feat. Balleo
- 2016: Lola
- 2016: We Jump Down Deep als Leo Aberer feat. Österreichischer Skiverband-Adler
- 2017: Follow
- 2017: Don’t Drink Coffee
- 2017: Spring in die Sonne
- 2017: Over Now als Nora Lisa feat. Leo Aberer
- 2017: Hot Summerrain als Angelika Doss feat. Leo Aberer
- 2017: Don’t Give Up als Leo Aberer feat. Kim Lone, Theresa Chorinsky, Angelika Doss
- 2017: The wolf
- 2018: Hole in my soul
- 2018: Cucucina
- 2018: Sorry als Leo Aberer feat. Fritz Jerey
- 2018: Mamacita als Leo Aberer feat. Seroney
- 2018: Over my shoulder als Leo Aberer feat. Seroney
- 2019: Put your handy up als Leo Aberer feat. Seroney
- 2019: 1/Eins/Wir sind eins als David Potho feat. Leo Aberer
- 2019: Sitting by the Fire
- 2019: Mein Zuhause als Corinne Casey feat. Leo Aberer
- 2020: Superheld
- 2020: Straciatella
- 2020: Night and Day als Leo Aberer & Lia
- 2021: Give a little
- 2021: Hello
- 2022: Loslassen
- 2022: Mann Mann
- 2022: I’m Scared als Conny Poell & Leo Aberer
- 2022: Cantar als Leo Aberer & Silvio Gabriel
- 2022: Four Seasons als Conny Poell Ft. Leo Aberer
- 2022: Winter Wonderland als Musikschule Vasoldsberg und Leo Aberer
- 2023: Auf die Schi Marco Wagner & Matty Valentino
- 2023: Oh Lord
- 2023: No Tengo Dinero Daniela de Lima & Leo Aberer
- 2023: Planeten
- 2024: Mit Juchitzer und Jodler
- 2024: Stadionrausch Leo Aberer feat. KI
- 2024: Wir haben gewonnen Chip & Dale X Leo Aberer
- 2024: We are one Leo Aberer (feat. Virginia Ernst, Natalie Holzner, Allessa, Marco Angelini, Georgij Makazaria, Lizz Görgl, Farbklexx, Martina Kaiser & Freigeist)
- 2025: Saturday Night Jodel als Leo Aberer feat. Betty O.
- 2025: Papagei
- 2025: Cafétscherl